# Хонконг еПри 2016
Хонконг еПри 2016, официално име ФИА Формула Е ХКТ Хонконг еПри 2016, е първото еПри на Хонконг, първи кръг от сезон 2016/2017 и общо 22-ри старт в историята на Формула Е. Провежда се на 9 октомври 2016 г. на пистата Хонконг Сентръл Харбърфронт Сиркуит в Хонконг. Състезанието печели тръгналият от пета позиция Себастиен Буеми пред Лукас ди Граси и Ник Хайдфелд.

## Преди състезателния ден
Възможен старт в Хонконг, е обсъждан още за дебютния сезон на Формула Е, но преговорите с местните власти и ФИА отнемат по-дълго време от очакваното
Това е първият старт във Формула Е за новите отбори на Панасоник Ягуар Рейсинг и Тачита. Дебют във Формула Е правят и пилотите Феликс Розенквист, заел мястото на Бруно Сена в Махиндра Рейсинг, Маро Енгел, заменил Майк Конуей във Венчъри Формула Е, трикратният шампион в Световния шампионат за туристически автомобили Хосе Мария Лопес, заместил Жан-Ерик Верн в тима на DS Върджин Рейсинг, както и двамата пилоти на Ягуар Рейсинг Мич Евънс и Адам Керъл.
Пистата е построена в рамките на осем дни и е завършена в петъка преди състезанието, защото местните власти не дават разрешение движението да бъде спряно по-рано. За целта са изразходвани около 2,6 милиона щатски долара - за преместване на уличното осветление и дървета, снижаване на шахти, превръщане на тротоари и тревни зони в част от трасето и др.

## Свободни тренировки, квалификация, наказания и FanBoost
Най-бързо време в първата свободна тренировка дава Лукас ди Граси (1:02.381) пред Себастиен Буеми и Даниел Абт, а във втората - Жан-Ерик Верн (1:02.350) пред Никола Прост и Сам Бърд.
След втората тренировка организаторите премахват бордюра на един от шиканите, тъй като води до няколко катастрофи по време на тренировките. Квалификацията за място също е прекъсвана заради множество инциденти и се продължава около половин час повече от планираното и тъй като болидите трябва да бъдат заредени преди старта, са отменени Супер Пол елиминациите, като позициите на стартовата решетка са определени според общото класиране в четирите квалификационни групи. Така от първи ред стартират съотборниците в НекстЕВ НИО Нелсиньо Пикет (1:03.099) и Оливър Търви (1:03.231), а трети е Хосе Мария Лопес от DS Върджин Рейсинг (1:03.251).
Лоик Дювал и Адам Керъл са наказани с връщане с по тре места назад заради превишена скорост при развяти червени флагове, съответно по време на шейкдауна и свободните тренировки.
Себастиен Буеми, Лукас ди Граси и Хосе Мария Лопес печелят гласуването за FanBoost.

## Състезание
Въпреки прогнозите за дъжд, състезанието се провежда при сухо, предимно слънчево време и температура от около 28°. На пистата присъстват около 30000 зрители.
На старта Пикет и Търви успяват да запазят позициите си, а при опита Бърд да изпревари Лопес, двата болида на DS Върджин Рейсинг леко се удрят, като Лопес закача и предпазната стена и започва да губи позиции заради сериозен проблем с кормилната уредба. По-назад в колоната верижна катастрофа води до развяване на жълти флагове - Абт губи задното си крило след като бива ударен от болид на Амлин Андрети, Ма Кингхуа не успява да спре навреме, удря се в насъбралите се болиди и спира в предпазната стена, а ди Граси също не успява да спре навреме и поврежда предното си крило след като се удря в Кингхуа. Кингхуа сменя болида си, но скоро след това отпада, а на ди Граси и Абт се налага да минат през бокса за поправка на повредените елементи. Борбата за място между Търви, Бърд и Буеми позволява на Пикет да увеличи преднитата си на четири секунди до седмата обиколка, като междувременно Търви губи позиции от Бърд и Буеми.
Верн и Розенквист също трябва непредвидено да сменят болидите си, съответно в деветата обиколка след технически проблеми и в 15-ата обиколка след катастрофа. В 17-ата обиколка Пикет губи лидерската си позиция. Лопес забива болида си в предпазната стена, а движещият се зад него Пикет успява да го избегне навреме, но спира в предпазната стена; по болида му няма поражения, но докато включи на задна скорост и се върне на пистата, Бърд и Буеми минават пред него. На пистата излиза колата за сигурност докато болидът на Лопес бъде преместен и предпазната стена оправена. Някои от пилотите като Буеми, Търви, Хайдфелд, ди Граси и др. използват тази фаза, за да минат през бокса и да сменят болидите си, докато други като Бърд, Пикет и Антонио Феликс да Коща остават на пистата в опит да натрупат преднина.
Колата за сигурност се прибира в 21-вата обиколка, а с нея в бокса за смяна на болида влиза и Пикет. Така след фазата с колата за сигурност начело на колоната е Бърд, следван от Антонио Феликс да Коща, Енгел, Евънс, Керъл, Стефан Саразен, Робин Фрийнс, ди Граси, Буеми и Хайдфелд. Докато да Коща губи време зад Верн, който не му позволява да го затвори с една обиколка, Бърд остава на пистата до 24-тата обиколка, когато влиза в бокса с едва 1% оставаща енергия в първия му болид. Стратегията му е напът да проработи и нещата изглеждат така, сякаш ще успее да се върне на пистата начело на колоната, но проблеми със запалването на втория болид го задържат за дълго в бокса и когато се връща на пистата, той е на 15-а позиция и една обиколка зад заелия лидарската позиция Фрийнс. В 26-ата обиколка самият Фрийнс минава последен от пилотите през бокса. На първите места са Буеми, ди Граси, Хайдфелд, Прост, Търви, Жером Д'Амброзио, Дювал, да Коща, Пикет и Енгел. В 36-ата обиколка Розенквист, който е в дъното на класирането и няма шанс да завърши състезанието заради ранната смяна на своя болид, записва най-бързата обиколка и все пак успява да спечели една точка в дебюта си във Формула Е.
В 38-ата обиколка пилотите, сменили болидите си, когато колата за сигурността е на пистата, минават в режим на пестене на енегрия и това позволява на останалите пилоти с по-голям запас от енергия като да Коща и Фрийнс да се справят без проблеми в борбата за по-предни позиции, като да Коща е близо и до четвъртата позиция, а Бърд дори успява да навакса изоставането си с една обиколка, изпреварвайки лидера в класирането Буеми.
Буеми печели състезанието, следван от ди Граси, Хайдфелд, Прост, да Коща, Фрийнс, Д'Амброзио, Търви, Енгел и Саразен.

## Резултати

### Квалификация
| Поз.      | №  | Пилот                  | Отбор                        | Време    | Разлика | Решетка |
| --------- | -- | ---------------------- | ---------------------------- | -------- | ------- | ------- |
| 1         | 3  | Нелсиньо Пикет         | НекстЕВ НИО                  | 1:03.099 |         | 1       |
| 2         | 88 | Оливър Търви           | НекстЕВ НИО                  | 1:03.231 | +0.132  | 2       |
| 3         | 37 | Хосе Мария Лопес       | DS Върджин Рейсинг           | 1:03.251 | +0.152  | 3       |
| 4         | 2  | Сам Бърд               | DS Върджин Рейсинг           | 1:03.258 | +0.159  | 4       |
| 5         | 9  | Себастиен Буеми        | Рено е.Дамс                  | 1:03.317 | +0.218  | 5       |
| 6         | 19 | Феликс Розенквист      | Махиндра Рейсинг             | 1:03.332 | +0.233  | 6       |
| 7         | 66 | Даниел Абт             | АБТ Шефлер Ауди Спорт        | 1:03.615 | +0.516  | 7       |
| 8         | 6  | Лоик Дювал             | Фарадей Фючър Драгън Рейсинг | 1:03.637 | +0.538  | 111     |
| 9         | 25 | Жан-Ерик Верн          | Тачита                       | 1:03.750 | +0.651  | 8       |
| 10        | 8  | Никола Прост           | Рено е.Дамс                  | 1:03.759 | +0.660  | 9       |
| 11        | 23 | Ник Хайдфелд           | Махиндра Рейсинг             | 1:03.848 | +0.749  | 10      |
| 12        | 5  | Маро Енгел             | Венчъри Формула Е            | 1:03.915 | +0.816  | 12      |
| 13        | 28 | Антонио Феликс да Коща | Амлин Андрети                | 1:04.057 | +0.958  | 13      |
| 14        | 47 | Адам Керъл             | Панасоник Ягуар Рейсинг      | 1:04.428 | +1.329  | 172     |
| 15        | 4  | Стефан Саразен         | Венчъри Формула Е            | 1:04.520 | +1.421  | 14      |
| 16        | 20 | Мич Евънс              | Панасоник Ягуар Рейсинг      | 1:04.588 | +1.489  | 15      |
| 17        | 33 | Ма Кингхуа             | Тачита                       | 1:04.740 | +1.641  | 16      |
| 18        | 7  | Жером Д'Амброзио       | Фарадей Фючър Драгън Рейсинг | 1:05.166 | +2.067  | 18      |
| 19        | 11 | Лукас ди Граси         | АБТ Шефлер Ауди Спорт        | 1:08.094 | +4.995  | 19      |
| -         | 27 | Робин Фрийнс           | Амлин Андрети                | 1:10.407 | +7.308  | 20      |
| Източник: |    |                        |                              |          |         |         |

Бележки:
- 1 – Лоик Дювал е наказан с три места.
- 2 – Адам Керъл е наказан с три места.

### Състезание
| Поз.      | №  | Пилот                  | Отбор                        | Обиколки | Време/Отпадане | Място | Точки |
| --------- | -- | ---------------------- | ---------------------------- | -------- | -------------- | ----- | ----- |
| 1         | 9  | Себастиен Буеми        | Рено е.Дамс                  | 45       | 53:13.298      | 04    | 25    |
| 2         | 11 | Лукас ди Граси         | АБТ Шефлер Ауди Спорт        | 45       | +2.477         | 17    | 18    |
| 3         | 23 | Ник Хайдфелд           | Махиндра Рейсинг             | 45       | +5.522         | 07    | 15    |
| 4         | 8  | Никола Прост           | Рено е.Дамс                  | 45       | +7.360         | 05    | 12    |
| 5         | 28 | Антонио Феликс да Коща | Амлин Андрети                | 45       | +17.987        | 08    | 10    |
| 6         | 27 | Робин Фрийнс           | Амлин Андрети                | 45       | +21.161        | 14    | 8     |
| 7         | 7  | Жером Д'Амброзио       | Фарадей Фючър Драгън Рейсинг | 45       | +28.443        | 11    | 6     |
| 8         | 88 | Оливър Търви           | НекстЕВ НИО                  | 45       | +30.355        | 06    | 4     |
| 9         | 88 | Маро Енгел             | Венчъри Формула Е            | 45       | +30.898        | 03    | 2     |
| 10        | 4  | Стефан Саразен         | Венчъри Формула Е            | 45       | +31.734        | 05    | 1     |
| 11        | 3  | Нелсиньо Пикет         | НекстЕВ НИО                  | 45       | +35.256        | 10    | 31    |
| 12        | 47 | Адам Керъл             | Панасоник Ягуар Рейсинг      | 45       | +43.839        | 02    |       |
| 13        | 2  | Сам Бърд               | DS Върджин Рейсинг           | 45       | +48.058        | 09    |       |
| 14        | 6  | Лоик Дювал             | Фарадей Фючър Драгън Рейсинг | 43       | +2 обиколки    | 03    |       |
| 15        | 19 | Феликс Розенквист      | Махиндра Рейсинг             | 43       | +2 обиколки    | 09    | 12    |
| Отп       | 66 | Даниел Абт             | АБТ Шефлер Ауди Спорт        | 34       | Батерия        | 09    |       |
| Отп       | 25 | Жан-Ерик Верн          | Тачита                       | 31       | Батерия        | 09    |       |
| Отп       | 20 | Мич Евънс              | Панасоник Ягуар Рейсинг      | 24       | Електроника    | 02    |       |
| Отп       | 37 | Хосе Мария Лопес       | DS Върджин Рейсинг           | 15       | Катастрофа     | 16    |       |
| Отп       | 33 | Ма Кингхуа             | Тачита                       | 1        | Катастрофа     | 03    |       |
| Източник: |    |                        |                              |          |                |       |       |

Балежки:
- 1 – Три точки за първо място в квалификациите.
- 2 – Две точки за най-бърза обиколка.

## Класиране след състезанието
| Поз | Пилот                  | Точки |
| --- | ---------------------- | ----- |
| 1   | Себастиен Буеми        | 25    |
| 2   | Лукас ди Граси         | 18    |
| 3   | Ник Хайдфелд           | 15    |
| 4   | Никола Прост           | 12    |
| 5   | Антонио Феликс да Коща | 10    |

| Поз | Конструктор           | Точки |
| --- | --------------------- | ----- |
| 1   | Рено е.дамс           | 37    |
| 2   | АБТ Шефлер Ауди Спорт | 18    |
| 3   | Амлин Андрети         | 18    |
| 4   | Махиндра Рейсинг      | 16    |
| 5   | НекстЕВ НИО           | 7     |